# 中田基昭
中田 基昭（なかだ もとあき、1948年 - ）は、日本の教育学者。東京大学名誉教授、岡崎女子短期大学特任教授。
専攻は、授業実践学、教育哲学、現象学。

## 研究
現象学的知見をもとにした教育事象の解明。哲学を渡邊二郎に師事。

## 略歴
東京都生まれ。東京大学大学院教育学研究科後期博士課程修了。1982年東京大学教育学博士、論文の題は「重症心身障害児の教育方法研究 : 現障学に基づく経験構造の解明 」。 
東京大学教育学部助手、助教授、教授を経て2009年に東京大学を定年退職。2010年から岡崎女子短期大学幼児教育学科特任教授。

## 著書
- 『重症心身障害児の教育方法 現象学に基づく経験構造の解明』東京大学出版会　1984
- 『授業の現象学 子どもたちから豊かに学ぶ』東京大学出版会　1993
- 『教育の現象学 授業を育む子どもたち』川島書店　1996
- 『現象学から授業の世界へ―対話における教師と子どもの生の解明』東京大学出版会　1997
- 『感受性を育む 現象学的教育学への誘い』東京大学出版会　2008
- 『子どもの心を探る 豊かな感受性とは』創元社 2011
- 『表情の感受性 日常生活の現象学への誘い』東京大学出版会 2011
- 『子どもから学ぶ教育学 乳幼児の豊かな感受性をめぐって』東京大学出版会 2013
- 『子育てと感受性 乳幼児との豊かな関係をめざして』創元社 2014

### 編著
- 『重障児の現象学 孤立した生から真の人間関係ヘ』編著 川島書店 2003
- 『現象学から探る豊かな授業』編著 多賀出版 2010
- 『家族と暮らせない子どもたち 児童福祉施設からの再出発』編著 大塚類,遠藤野ゆり著 新曜社 2011
- 『遊びのリアリティー 事例から読み解く子どもの豊かさと奥深さ』編著 大岩みちの,横井紘子著 新曜社 2016